# Joan Rovira i Agelet
Joan Rovira i Agelet (Barcelona, 1868 o 1869 - Lleida, 27 de març de 1920) fou un polític català, diputat i president de la Diputació de Lleida. Fou pare de Joan Rovira Roure i avi de Joan Rovira Tarazona.
Fill d'un advocat barceloní i d'una lleidatana, fou cosí d'Antoni Agelet i Romeu, alcalde de Lleida i diputat provincial pel Partit Liberal, i d'Antoni Agelet i Besa. Es va llicenciar en dret per la Universitat de Barcelona el 1893, i va exercir com a advocat a Lleida, primer com a oficial de sala de l'Audiència de Lleida (1894-1901) i des de 1901 com a jutge municipal de l'ajuntament i vocal de la Junta d'Instrucció Pública.
També fou secretari (1899-1890) i vicepresident (1891-1893) del Centre Escolar Catalanista i participà en la constitució i reunions de la Unió Catalanista en 1891 i en la constitució de les Bases de Manresa com a delegat de Lleida. En 1894 fou secretari de l'Associació Catalanista de Lleida i participà en la instauració dels Jocs Florals en 1895. També participà en la fundació de La Veu del Segre. Tanmateix, era defensor de l'autogovern provincial i no regional, raó per la qual va deixar la Lliga Regionalista i ingressà al Partit Liberal.
El 1906 va dirigir el diari El Pallaresa i el 1910 fou degà del Col·legi d'Advocats de Lleida. Després d'una breu estada com a diputat el 1904, fou escollit diputat de la diputació de Lleida a les eleccions de 1909, 1913 i 1917 pel districte de Sort-la Seu d'Urgell. El 1911 fou vicepresident de la comissió provincial i de 1917 a 1919 fou president de la Diputació de Lleida. En novembre de 1917 va disputar la presidència de la Mancomunitat de Catalunya a Josep Puig i Cadafalch, però no fou escollit. Simultàniament, fou membre del comitè executiu del Partit Liberal Autonomista, que apostava per l'autonomia de Catalunya. Tanmateix, el 1919 es va integrar en la Unió Monàrquica Nacional presidida per Alfons Sala i Argemí. Va morir poc després.